# Гуилми
Гуѝлми (на италиански: Guilmi) е село и община в Южна Италия, провинция Киети, регион Абруцо. Разположен е на 674 m надморска височина. Населението на общината е 440 души (към 2010 г.).